# Comarca de Ferrol
La Comarca de Ferrol és una comarca de Galícia situada a la província de la Corunya. Limita amb l'oceà Atlàntic al nord i a l'oest, amb la comarca d'Ortegal a l'est, amb la comarca d'O Eume al sud. En formen part els municipis de:
- Ares
- Fene
- Ferrol
- Mugardos
- Narón
- Neda
- Valdoviño
- As Somozas
- Moeche
- San Sadurniño
- Cedeira